# 養父貴
養父 貴（ようふ たかし、1969年7月30日 - ）は、日本のギタリスト。千葉県市川市出身。

## 著書
- 『ギタリストのための全知識』 (1996.07.25　リットーミュージック　ISBN 4-8456-0127-3　絶版)
- 『ギタリストのための全知識　改訂版』 (2003.03.20　リットーミュージック　ISBN 4-8456-0908-8)
- 『ギターで覚える音楽理論　確信を持ってプレイするために』 (2005.03.25　リットーミュージック　ISBN 4-8456-1184-8)

## ディスコグラフィ
- 『Feelin' Right』 (2005.04.20　Roving Spirits　RKCJ-2014)

## レコーディング参加
- 『極上パロディウス ～過去の栄光を求めて～』(1994.07.02)
- 『ウィンビーのネオ・シネマ倶楽部 2 ～パラダイス編～』(1994.08.05)
- Infinite Circle　『INFINITE CIRCLE』(2000)
- 赤松敏弘　『NEXT DOOR -birth of the "Swift Jazz"-』(2000.11.30)
- 臼庭潤　『JAZZ ROOTS』(2001.02.21)
- 赤松敏弘　『SIX INTENTIONS』(2002)
- Infinite Circle　『A room with a view ～風景のある部屋～』(2002.12.04)
- 上田正樹　『smile』(2003.08.27)
- 篠田元一　『Foresight』(2003.10.10)
- 尤雅　『新往事只能回味』(2004)
- 上田正樹　『Imagine』(2004.08.25)
- 朝本千可　『First in Love』(2004.10.01)
- V.A.　『ChristmasSwing』(2004.12.08)
- SEAMO　『Get Back On Stage』(2005.10.26)
- 『極上生徒会 ベストアルバム 極上音楽集』(2005.11.10)
- mihimaru GT　『mihimalife』(2005.12.21)
- 上田正樹　『Freedom』(2006.01.18)
- 諫山実生　『Woman』(2006.02.08)
- 朝本千可　『Keep On Movin'』(2006.06.21)
- mihimaru GT　『mihimagic』(2006.09.13)